# وائل الحلقي
وائل نادر الحلقي (مواليد 1964 جاسم، درعا)، سياسي وطبيب سوري شغل منصب رئيس وزراء سورية من عام 2012 حتى عام 2016. قبل ذلك كان وزير الصحة من 2011 إلى 2012. تم تعيينه رئيسًا للوزراء في 9 آب 2012.

## النشأة والتعليم
ولد نادر الحلقي في مدينة جاسم في محافظة درعا عام 1964 لعائلة سنية. تخرج من كلية الطب البشري في جامعة دمشق عام 1987 وحصل على درجة الماجستير في طب النساء والتوليد من جامعة دمشق في عام 1991.

## الحياة المهنية
شغل نادر الحلقي منصب مدير الرعاية الصحية الأولية في مدينة جاسم من 1997 إلى 2000 وكان أمين فرع درعا لحزب البعث العربي الاشتراكي من 2000 إلى 2004 ومن عام 2012 وحتى عام 2016 كان عضو القيادة القطرية لحزب البعث العربي الاشتراكي وعضو القيادة المركزية للجبهة الوطنية التقدمية. في عام 2010 تم تعيينه نقيباً لأطباء سورية. شغل منصب وزير الصحة من عام 2011 حتى تم تعيينه رئيساً للوزراء في 9 آب 2012 من قبل الرئيس بشار الأسد، بعد انشقاق سلفه رياض فريد حجاب وإعلان ولاءه للمعارضة السورية.

## محاولة الإغتيال
في أبريل/نيسان 2013 نجا نادر الحلقي من محاولة اغتيال بسيارة مفخخة في منطقة المزة بدمشق. قُتل ستة أشخاص في محاولة الاغتيال هذه.

## الحياة الشخصية
نادر الحلقي متزوج ولديه أربعة أبناء، بنت وثلاثة أولاد.